# Mehmet IV
Mehmet IV (Istanboel, 2 januari 1642 - Edirne, 6 januari 1693) was sultan van het Ottomaanse Rijk van 1648 tot 1687.

## Jonge jaren
Mehmet IV was de zoon van sultan Ibrahim I en een concubine, Turhan Hadice. Kort na zijn geboorte hadden zijn vader en moeder onenigheid en de eerste werd zo boos dat hij Mehmet uit de armen van zijn concubine rukte en in de vijver gooide. Mehmet werd gered.

## Verwezenlijkingen
Sultan Mehmet IV stond bekend als Avcı, "de jager", aangezien deze buitensport veel van zijn tijd in beslag nam.
Zijn regeerperiode is bekend vanwege een korte herleving van de Ottomaanse bloeitijd (1656-1661) ten tijde van grootvizier Mehmed Köprülü. Köprülü heroverde de Egeïsche eilanden op de republiek Venetië en vocht met succes tegen Transsylvanië. In 1664 vocht hij tegen een bijna "Europees leger" onder leiding van Raimondo Montecuccoli in de Slag bij Szentgotthárd (1664), nadat Köprülü in 1661 Hongarije was binnengedrongen. De oorlog tegen de Turken werd beëindigd met de Vrede van Vasvár. Toen Mehmet IV rond 1670 samenwerkte met de kozakkenhoofdman hetman Petro Doroshenko, reikte de Ottomaanse heerschappij tot in Podolië en Oekraïne.
Een latere vizier, Kara Mustafa, bracht het er minder goed vanaf. Kara Mustafa steunde de Hongaarse opstand in 1683 van Imre Thököly tegen de Oostenrijkse heerschappij. Met een groot leger trok hij door Hongarije en belegerde Wenen in 1683. Op de hoogten van Kahlenberg werden de Ottomanen verslagen door het keizerlijke leger onder Karel V van Lotharingen en een Poolse krijgsmacht geleid door koning Jan III Sobieski (1674-1696).
Kara Mustafa werd op bevel van Mehmet IV in Belgrado gevangengenomen en zijn hoofd werd net buiten het voormalige paleis in Edirne op een staak gezet. Sultan Mehmet echter werd enkele jaren later, in 1687 afgezet en gevangengehouden in Edirne nabij zijn favoriete jachtgebied.
Mehmet IV's regeerperiode is opmerkelijk omdat hij formeel een belangrijk deel van zijn macht overdroeg aan een grootvizier, van wie de eerste Mehmed Köprülü was en de tweede Köprülü Fazıl Ahmet Pasja. Van toen af waren de sultans slechts in naam nog de heersers van het Ottomaanse rijk.